# Witolda
Witolda – żeński odpowiednik imienia Witold o znaczeniu „władająca ludem”.
W innych językach:
- litewski – Vytautė
- węgierski – Vitolda.

Witolda imieniny obchodzi: 15 czerwca, 12 października i 12 listopada.

## Kobiety noszące imię Witolda
- Witolda Rechniewska − polska lekarka, pierwsza kobieta lekarz w Królestwie Polskim, działaczka socjalistyczna (1862–1917).